# Mary Todd Lincoln
Mary Ann Todd Lincoln (Lexington, Kentucky, 13 de desembre de 1818 - Springfield, Illinois, 16 de juliol de 1882) va ser la Primera Dama dels Estats Units, mentre el seu marit, Abraham Lincoln, ocupava el càrrec de setzè president dels Estats Units, entre 1861 i 1865.

## Context familiar
Era filla de Robert Todd Smith, un banquer, i Elizabeth Parker Todd, i Mary es va criar en un ambient de confort i refinament. Quan Mary tenia set anys, la seva mare va morir. El 1826, el pare de Mary Todd Lincoln es va casar amb Elizabeth Humphreys. Mary va tenir una relació difícil amb la seva madrastra. A partir de 1832, Mary Todd va anar a viure a la que actualment es coneix com la Casa de Mary Todd Lincoln, una mansió a la ciutat de Lexington, Kentucky. Del matrimoni de son pare amb sa mare biològica i la seva madrastra, Mary Todd va arribar a tenir 15 germans. El 1839, a l'edat de 20 anys, Mary Todd es va traslladar a la casa familiar de Springfield, Illinois, per anar a viure amb la seva germana Elizabeth.

## Matrimoni amb Lincoln
Mary Todd era una jove intel·ligent i coqueta, i va ser festejada per l'advocat i emergent polític Stephen A. Douglas. Tot i així, ella es va sentir atreta per Abraham Lincoln, el rival de Douglas, i un advocat d'estatus més baix. Elizabeth facilità la seva relació i fou la que li presentà Lincoln el 16 de desembre de 1839. Es diu que Lincoln quan va saber que el cognom era Todd, amb dues "d", li va preguntar: "Per què? Déu (en anglès God) en va tenir prou només amb una". Després d'un festeig tempestuós marcat per almenys una ruptura, Mary Todd es va casar amb Abraham Lincoln el 4 de novembre de 1842. Gairebé exactament nou mesos després, l'1 d'agost de 1843, Mary Todd va donar a llum el seu primer fill, Robert Todd Lincoln.
Mentre Abraham Lincoln obtenia cada vegada més èxits professionals com advocat a Springfield, Mary Todd s'ocupava de la seva família cada cop més nombrosa. La casa que van habitar a Springfield, entre 1844 i 1861 segueix en peu avui en dia i és coneguda com la Lincoln Home National Historic Site. Els fills del matrimoni, nascuts tots a Springfield, van ser: Robert Todd (1843 - 1926), Edward (Eddie) Baker (1846-1850), William (Willie) Wallace (1850 - 1862), i Thomas (Tad) (1853-1871). Dels quatre, només Robert va arribar a l'edat adulta i va sobreviure a la seva mare.
Mary Todd estava molt enamorada del seu marit i a vegades l'entristia la seva absència de la llar per exercir la seva professió i participar en les campanyes polítiques. Tot i així, en la dècada del 1850, Mary Lincoln donà un suport incondicional al seu marit en la seva lluita en la crisi provocada per l'esclavitud als Estats Units, que va culminar amb la seva elecció com a president.
L'elecció de Lincoln va provocar que set estats del sud declaressin la seva independència de la Unió. A l'estat natal de Mary Todd, Kentucky, un dels quatre estats esclavistes que no es van separar, hi havia un arrelat sentiment contrari a la Unió, i moltes famílies de classe alta, a la qual pertanyia ella, donaven suport a la causa del sud.

## Primera Dama
Mary Lincoln era una dona culta que s'interessava per l'actualitat del seu país i compartia la tremenda ambició del seu marit, però el seu origen del sud li va plantejar obstacles que es van fer evidents tant punt va assumir les seves responsabilitats de Primera Dama el març de 1861. A més, alguns trets del seu caràcter tampoc li ajudaven a superar aquests problemes: nerviosa i susceptible, de vegades actuava de manera impulsiva. En traslladar-se a la capital, es va guanyar la impopularitat de la nit al dia.
El predecessor d'Abraham Lincoln en la presidència, James Buchanan, va romandre solter tota la seva vida i no havia pogut utilitzar la Casa Blanca per a reunions públiques, segons les regles de l'època, de manera que el 1861 la residència es trobava en un estat d'un cert abandonament. Mary Todd va mamprendre una sèrie de reformes de la Casa Blanca, però els fons públics necessaris es van extreure al mateix temps que augmentava la despesa de l'Estat per sufragar la Guerra Civil americana, amb la qual cosa va ser criticada amb duresa. La premsa controlada pel Partit Demòcrata dels Estats Units els va dedicar crítiques ferotges tant a ella com al govern del seu marit, que es van veure avivades per les ostentoses excursions de Mary Lincoln a Nova York per realitzar les seves compres personals.
Els desafiaments personals de Mary Lincoln es van intensificar el febrer de 1862 quan el seu fill Willie, d'11 anys, va morir de febre tifoide, i després Mary, ja de per si debilitada en el pla psicològic, va sucumbir al dolor produït per la mort. Va contractar mèdiums i espiritistes per intentar contactar amb l'esperit del seu fill, amb la qual cosa va malgastar novament una altra petita fortuna. Després de la mort de Willie, Mary Todd va limitar les recepcions que oferia a la Casa Blanca, situació que els seus enemics van aprofitar per acusar-la de desatendre les seves obligacions socials.
L'abril de 1865, quan la guerra estava a punt d'acabar, Mary Lincoln tenia l'esperança de renovar la seva felicitat com a Primera Dama d'un país en pau, però el 14 d'abril de 1865, mentre el matrimoni Lincoln assistia a la representació de l'obra Our American Cousin al Teatre Ford, el president Lincoln va ser ferit de mort per John Wilkes Booth. Abraham Lincoln va ser conduït a l'edifici oposat al teatre, la casa Petersen, en companyia de Mary, i allà moriria l'endemà, el 15 d'abril de 1865. Mary Lincoln mai es recuperaria de la tragèdia.

## Darrers anys
Ja vídua, Mary Lincoln va tornar a Illinois. Mitjançant una llei promulgada el 1870, el Congrés dels Estats Units va concedir a Mary Lincoln una pensió vitalícia, com a vídua d'Abraham Lincoln, que ascendia a 3.000 dòlars anuals.
El 1871, la mort d'un altre fill, Thomas, li va causar un cop tan profund que va quedar sumida en una depressió. L'únic fill de Mary que seguia amb vida, Robert T. Lincoln, que començava una prometedora trajectòria com a advocat a Chicago, es va veure alarmat pel malbaratament de diners de la seva mare i el que va considerar un comportament cada vegada més excèntric. Com parent home més proper, Robert Lincoln va exercir el dret que li atorgava la legislació de l'època i va retirar a Mary Lincoln la capacitat legal. El 1875, un tribunal d'Illinois va ordenar l'ingrés de Mary Lincoln a Bellevue Place, un hospital psiquiàtric de Batavia (Illinois). Durant la seva estada, Mary Lincoln no va estar tancada, sinó que va gaudir de la llibertat de poder-se desplaçar lliurement per les instal·lacions, i va ser donada d'alta al cap de tres mesos. Això no obstant, mai va perdonar al seu fill pel que va considerar una traïció.
Mary Lincoln va passar els següents quatre anys a l'estranger, després de fixar la seva residència a Pau (Pirineus Atlàntics). Gran part d'aquest temps el va dedicar a viatjar per Europa, encara que la seva salut es va anar afeblint amb els anys. Mary Lincoln patia unes greus cataractes que li perjudicaven la vista, la qual cosa va poder contribuir a la seva tendència cada vegada més gran a caure. El 1879, va patir ferides a la medul·la espinal en caure per una escala.
A principis de la dècada del 1880, Mary Lincoln va tornar a cada de la seva germana Elizabeth Edwards, on va viure postrada. Finalment va morir el 16 de juliol de 1882, a l'edat de 63 anys, i va ser enterrada a la tomba dels Lincoln al cementiri d'Oak Ridge de Springfield, al costat del seu marit.